# Hans Otto Erdmann
Hans Otto Erdmann est un officier allemand, né le 18 décembre 1896 à Insterbourg et mort exécuté le 4 septembre 1944 à Berlin, en raison de sa participation au complot du 20 juillet 1944.

## Biographie
En 1944, Erdmann est lieutenant-colonel dans le Wehrkreis I. Claus von Stauffenberg engage Erdmann pour qu'il applique les consignes du complot dans le Wehrkreis en collaboration avec Roland von Hößlin (de).
Erdmann est arrêté le 14 août par la Gestapo, condamné à mort par la Volksgerichtshof le 4 septembre et pendu aussitôt dans la prison de Plötzensee.